# Simpsons Tall Tales
«Simpsons Tall Tales» (с англ. — «Невероятные истории Симпсонов») — заключительная двадцать первая серия двенадцатого сезона «Симпсонов». Премьерный показ состоялся 20 мая 2001 года.

## Сюжет
Симпсоны выиграли туристическую поездку в Делавэр, но в аэропорту Гомер отказался оплатить 5 долларов сбора. В результате на самолёт они не попадают и решают добраться до Делавэра на попутном поезде зайцами, в товарном вагоне. В выбранном ими вагоне уже едет один такой же «пассажир»-бродяга (при переводе на русский язык его назвали бомжом). Коротая время в пути, он рассказывает Симпсонам три байки.

### Paul Bunyan
Первая история основана на рассказах о Поле Баньяне, дровосеке-великане из американского фольклора (при переводе на русский было использовано более привычное русскоязычным зрителям имя гигантского обжоры — Барабек).

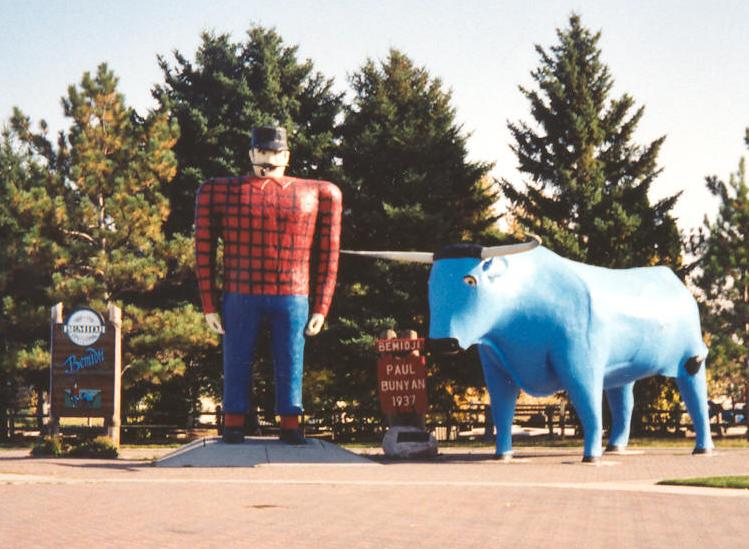
Памятник Полу Баньяну и его быку в Миннесоте

Прожорливый великан Поль (Гомер Симпсон) был обузой для окружающих, поскольку съедал все запасы местных жителей, поэтому его прогнали из родной деревни. Страдая от одиночества, он вырубил из скалы такую же гигантскую статую быка и назвал его «Малыш».
Однажды после удара молнии Малыш ожил и они стали путешествовать вдвоём. Во время одного из путешествий Поль встретил Мардж и влюбился в неё; она, хоть поначалу и испугалась великана, позже ответила ему взаимностью.
Тем временем деревенский астроном (профессор Фринк) открыл, что родной деревне угрожает падение метеорита. Единственным, кто смог бы защитить деревню, был Поль и жители отправились к нему с просьбой о помощи. Поль вместе с Мардж возвращаются в деревню, где Поль отбивает метеорит и кидает его в сторону Чикаго, вследствие чего там случается Великий пожар.

### Connie Appleseed
Вторая история основана на легенде о Джонни Эпплсиде, американском первопроходце. В его роли выступает девочка Конни (Лиза Симпсон).
Конни с родителями и другими поселенцами едут осваивать Дикий Запад. По пути они охотятся на бизонов. Конни, будучи обеспокоенной, что поселенцы становятся зависимыми от невозобновляемых ресурсов, находит яблоки и предлагает использовать их как пищу. Однако её опасения никто не принимает всерьёз, а за предположение, что бесконтрольная охота когда-нибудь уничтожит всех бизонов, её поднимают на смех и поселенцы, и даже сами бизоны. В знак протеста она берет фамилию Эпплсид (Appleseed в переводе с англ. — «Яблочное семечко»), в то время как её семья принимает фамилию Баффлкилл (Bufflekill в переводе с англ. — «Убийцы бизонов»). Конни отделяется от своих родителей и продолжает свой путь в одиночку, сажая на своём пути яблони.
Некоторое время спустя мрачный прогноз Конни сбывается — на охоте Гомер убивает последнего бизона. Для поселенцев наступают тяжёлые дни, и они склоняются к каннибализму. Но в этот момент к ним возвращается Конни и вновь предлагает им яблоки. На этот раз они относятся к яблокам более благосклонно, и Конни становится национальной героиней.

### Tom and Huck
Третья история основана на романе Марка Твена «Приключения Тома Сойера».
Том Сойер (Барт Симпсон) и Гекльберри Финн (Нельсон Манц) красят забор. Решив произвести впечатление на Бекки (Лиза Симпсон), Гек вниз головой на руках идёт по забору, но падает. Бекки подходит к нему и берёт его за руку, вследствие чего между ними возникают романтические чувства. Это замечает отец Бекки судья Тэтчер и в соответствии с обычаями эпохи объявляет о помолвке Гека и Бекки. Чтобы Гек не сбежал, он наставляет на него ружьё. Во время церемонии выясняется, что точно так же когда-то за судью Тэтчера вышла замуж его жена (Мардж Симпсон), только в тот раз ружьём ей угрожал (и до сих пор угрожает) отец жениха. В честь помолвки она просит отца судьи (Абрахам Симпсон) наконец опустить ружьё и, когда тот выполняет её просьбу, тут же убегает.
Воспользовавшись суматохой во время бегства своей потенциальной тёщи, Геккельбери Финн сбегает из-под венца, подменив себя свиньёй. Вместе со своим другом Томом Гек отправляется на плоту в плаванье вниз по Миссури, однако горожане во главе с отцом Бекки преследуют их. После ряда приключений горожане хватают Тома и Гека и устраивают символические похороны.

## Культурные отсылки
- Монстр Родан, с которым борется Поль — отсылка к одноименному фильму[2].
- Спальный мешок Гомера из бизона — отсылка к фильму «Империя наносит ответный удар», где аналогичным образом от переохлаждения был спасен Люк Скайуокер[2].